# Endiandra elongata
Endiandra elongata är en lagerväxtart som beskrevs av Arifiani. Endiandra elongata ingår i släktet Endiandra och familjen lagerväxter. Inga underarter finns listade i Catalogue of Life.